# Сидни Шелдон
Сидни Шелдон (енгл. Sidney Sheldon; 11. фебруар 1917 – 30. јануар 2007) био је амерички романописац и сценариста. Постао је познат захваљујући телевизијским серијама The Patty Duke Show, I Dream of Jeannie, и Hart to Hart. Међутим, највећу славу стекао је као педесетогодишњак захваљујући романима Господар игре, Друга страна поноћи и Гнев анђела. Налази се на седмом месту најтиражнијих писаца прозе свих времена.

## Младост
Шелдон је рођен као Сидни Шехтел у Чикагу, савезна држава Илиноис. Његови родитељи су пореклом Јевреји из Русије: Ашер „Ото“ Шехтел, пословођа јувелирнице, и Натали Маркус. Током Велике депресије Шелдон је радио више послова, да би након завршетка средње школе уписао Универзитет Нортвестерн.

## Каријера
Сидни Шелдон се 1937. преселио у Холивуд, где је редиговао сценарије за бројне филмове Б продукције. Војни рок је служио као припадник ратног ваздухопловства током Другог светског рата, али није учествовао у ратним дејствима. Након одслужења војног рока отишао је у Њујорк, где је почео да пише мјузикле за позоришта на Бродвеју, истовремено пишући и сценарије за филмове у продукцији Ем-Џи-Ема и Парамаунта. Тамо је стекао углед плодног писца; на пример, у једном тренутку извођена су три његова мјузикла на Бродвеју: The Merry Widow, Jackpot, и Dream with Music. Успех на Бродвеју вратио га је у Холивуд где је написао сценарио за филм The Bachelor and the Bobby-Soxer, за који је 1947. добио Оскара за оригинални сценарио. Био је један од сценариста мјузикла из 1948. Easter Parade, док је сам написао сценарио за мјузикл из 1950. Annie Get Your Gun.
Са популарношћу телевизије одлучио је да се окуша и у овој области. Осмислио је, написао и продуцирао I Dream of Jeannie, док је у исто време писао сценарије за The Patty Duke Show. Такође, написао је сценарије за свих седамнаест епизода телевизијске серије Ненси. Приликом стварања ових телевизијских серија користио је различите псеудониме, јер је приметио да се његово име често појављује на одјавној шпици. Осмислио је и написао сценарио за серију Hart to Hart.
Године 1969. написао је свој први роман „Голо лице“, који му је омогућио номинацију за награду Едгар Алан По (енгл. Edgar Allan Poe Award), у организацији Писаца мистеријâ Америке (енгл. Mystery Writers of America), у категорији најбољег првог романа. Његов следећи роман „Друга страна поноћи“ доспео је на прво место листе бестселера „Њујорк тајмса“, као и неколико наредних романа, од којих су многи преточени у филмове или телевизијске мини серије. Његови романи често су обрађивали теме о женама које се труде да истрају у свету којим владају непријатни мушкарци. Већина његових читалаца су биле жене. На питање зашто је то тако, он је одговорио: „Волим да пишем о женама које су талентоване и способне, али које су, што је најважније, задржале своју женственост. Жене имају огромну моћ – своју женственост, јер мушкарци не могу да постоје без њих.“ Књиге су биле Шелдонов омиљени вид изражавања. „Волим да пишем књиге“, прокоментарисао је. „Филмови су колаборативни медиј, и свако може да накнадно изложи своје мишљење. Када пишеш роман ти си на свом. То је слобода која не постоји ни у једном другом медију.“ Шелдон је аутор 18 романа који су продати у преко 300 милиона примерака. Три године пре него што је преминуо, Лос Анђелес тајмс га је прозвао „господином Блокбастером“ и „принцом петпарачких прича“.

## Награде
Шелдон је 1947. добио Оскара за најбољи сценарио за филм The Bachelor and the Bobby-Soxer, 1959. награду Тони за мјузикл Redhead, док је за ситком I Dream of Jeannie био номинован за награду Еми. Шелдон је 1994. добио златну звезду на шеталишту звезда у Палм Спрингсу.

## Дела

### Романи
- Голо лице (1970)
- Друга страна поноћи (1973)
- Странац у огледалу (1976)
- Крвна веза (1977)
- Гнев анђела (1980)
- Господар игре (1982)
- Ако дочекам сутра (1985)
- Ветрењаче богова (1987)
- Песак времена (1988)
- Поноћне успомене (1990)
- Завера судњи дан (1991)
- Сјај звезда (1992)
- Ништа није вечно (1994)
- Јутро, подне и ноћ  (1995)
- Паклени планови (1997)
- Испричај ми снове (1998)
- Небо пада (2001)
- Бојиш ли се мрака? (2004)

### Представе на Бродвеју[7]
- The Merry Widow (1943)
- Jackpot (1944)
- Dream with Music (1944)
- Alice in Arms (1945)
- Redhead (1959)
- Roman Candle (1960)

### Филмови
- The Bachelor and the Bobby-Soxer
- Three Guys Named Mike
- Annie Get Your Gun
- Dream Wife
- You're Never Too Young
- Anything Goes
- Billy Rose's Jumbo
- Other side of Midnight
- Bloodline

### Телевизија
- The Patty Duke Show
- I Dream of Jeannie
- Nancy
- Hart to Hart
- Ако дочекам сутра (минисерија, према истоименој књизи)
- Гнев анђела (минисерија, према истоименој књизи)
- Господар игре (минисерија, према истоименој књизи)